# José Sancho
José Sancho   (Manises, 11 de novembre de 1944 - València, 3 de març de 2013) nom artistic de José Asunción Martínez Sancho, va ser un actor valencià. Durant un període de cinquanta anys va aparèixer molt en la televisió espanyola i el cinema.

## Biografia
La seva primera pel·lícula va ser quan tenia només quatre anys en Si t'haguessis casat amb mi (1948), director Viktor Tourjansky. Es va fer popular gràcies al seu paper com a l'estudiant, a la sèrie de TVE, Curro Jiménez (1977-1978), dirigida per Pilar Miró, Mario Camus, Antonio Drove, Rafael Romero Marchent, Francesc Rovira-Beleta i altres.
Vint anys més tard va tornar a l'estrella en una altra sèrie de TV, Carmen i família (1995), juntament amb Beatriz Carvajal i el seu ex parella en Curro Jiménez, Álvaro de Luna. Un any més tard, es va unir a Rocío Dúrcal Els negocis de la mare (1997), per a la televisió.Entre els seus molts papers en el cinema és la seva col·laboració amb Pedro Almodóvar Carne trémula, juntament amb Javier Bardem, que li va valer un Premi Goya al Premi Goya al millor actor secundari el 1997.
La seva participació en diverses pel·lícules i l'activitat teatral ha estat intensa, però el seu paper de Don Pablo, a la sèrie de TVE, Cuéntame cómo pasó, li va portar gran popularitat i reconeixement des de 2001 fins al 2008. L'any 2009 va treballar a la minisèrie de televisió Un burka por amor. Es va divorciar de la cantant María Jiménez, amb qui tenia un fill anomenat Alexandre. Després es casà amb la periodista Reyes Monforte. Va morir el 3 de març del 2013 per causa d'un càncer.

## Filmografia

### Cinema
Llargmetratges
| - El hombre de la diligencia (1964) - Fuerte Perdido (1964) - Rebeldes en Canada (1964) - Dos caraduras en Texas (1965) - Rebeldes en Canadá (1965) - Suena el clarín (1965) - La muerte espera atrás (1965) - El escuadrón de la muerte (1966) - Amor sobre ruedas (1966) - Acompáñame (1966) - Jugando a morir (1966) - Codo con codo (1967) - Los siete de Pancho Villa (1967) - Dos mil dólares por Coyote (1969) - La vida sigue igual (1969) - Con ella llegó el amor (1970) - Proceso a Jesús (1974) - Avisa a Curro Jiménez (1978) - El virgo de Visanteta (1979) - La boda del señor cura (1979) - Visanteta, estáte quieta (1979) - ..Y al tercer año, resucitó (1980) - Perdoname, amor (1982) | - Wheels on Meals (1984) - ¡Biba la banda! (1987) - El Dorado (1988) - Montoyas y Tarantos (1989) - ¡Ay, Carmela! (1990) - La Lola se va a los puertos (1993) - La montaña de cristal (1993) - Todos a la cárcel (1993) - Los hombres siempre mienten (1995) - Mar de luna (1995) - Libertarias (1996) - Carne trémula (1997) - París, Tombuctú (1998) - Los lobos de Washington (1999) - Flores de otro mundo (1999) - Hijos del viento (2000) - Sexo por compasión (2000) - Kasbah (2000) - ¡Ja me maaten...! (2000) - Arachnid (2001) | - Stranded (2001) - La mujer de mi vida (2001) - El deseo de ser piel roja (2002) - Hable con ella (2002) - Arroz y tartana (2003) - Cosa de brujas (2003) - Diario de una becaria (2003) - Besos de gato (2003) - Trileros (2003) - Los reyes magos (2003) - El desenlace (2004) - Desde que amanece apetece (2005) - Las llaves de la independencia (2005) - Kibris: La ley del equilibrio (2005) - Siempre Habana (2005) - El síndrome de Svensson (2005) - Por dinero negro (2006) - Cartas de sorolla (2006) - El libro de las aguas (2008) - Las tierras altas (2008) - King Conqueror (2009) - En fuera de juego (2011) - El clan (2013) |

Curtmetratges
- La vida siempre es corta (1994)
- El apagón (2001)
- Hævn (venganza) (2001)
- Se vende (2003)

### Televisió
Sèries
| - El tren (1982) - Turno de oficio (1986) - Pedro I, el Cruel (1989) - Primera función (1989 - Estudio 1 (1970-1975) - Pequeño estudio (1970) - Hora once (1970) - Teatro de siempre (1971) - Visto para sentencia (1971) - Sospecha (1971) - Novela (1971-1976) - Ficciones (1972-1974) - El teatro (1974) - Original (1975) - Curro Jiménez (1976-1978) - Las chicas de hoy en día (1991) - Crónicas urbanas (1992) - Lleno, por favor (1993) | - Unisex (1994) - Vecinos (1994) - Encantada de la vida (1994) - Quién da la vez (1995) - Aquí hay negocio (1995) - Lucrecia (1996) - Colegio mayor (1996) - Carmen y familia (1996) - Los negocios de mamá (1997) - Pasen y vean (1997) - Vida y sainete (1998) - Camino de Santiago (1999) - El botones Sacarino (2000) - La habitación blanca (2000) - Reina de espadas (2000) - Antivicio (2000-2001) - Estudio 1 (2000-2002) - Cuéntame cómo pasó (2001-2008) - Viento del pueblo: Miguel Hernández (2002) | - Sant'Antonio di Padova (2002) - Desenlace (2002) - Paraíso (2003) - Arroz y tartana (2003) - Omar Martínez (2006) - Cartas de Sorolla (2006) - La televisión cumple contigo (2006) - Plan América (2008) - Flor de mayo (2008) - 23F, el dia més difícil del rei (2009) - Un burka por amor (2009) - Tarancón. El quinto mandamiento (2010) - Crematorio (2011) - Hispania, la leyenda (2012) - Imperium (2012) |

Programes(Presentador)
- El tren en TVE
- Mar a Mar en La Forta
- L'últim que apague la llum en Canal 9

## Premis i nominacions
| Any  | Premi                        | Categoria                            | Títol                                 | Resultat  |
| ---- | ---------------------------- | ------------------------------------ | ------------------------------------- | --------- |
| 1998 | Premis Goya                  | Millor actor secundari               | Carne trémula                         | Guanyador |
| 2000 | Festival de cinema de Màlaga | Millor Pel·lícula i premi del public | Sexo por Compasión                    | Guanyador |
| 2003 | Premis ATV, Espanya          | Millor interpretació masculina       | Cuéntame cómo pasó Una pareja abierta | Nominat   |
| 2003 | Premi Unió d'Actors          | Millor actor secundari de televisió  | Cuéntame cómo pasó                    | Nominat   |
| 2006 | Premis ACE, Nova York        | Millor actor                         | El desenlace                          | Guanyador |

Altres premis
- Premi TP D'or per la seva interpretació a "Curro Jiménez" (1978)[3]
- Premi millor muntatge teatral de la Generalitat Valenciana per l'obra "Don Juan Tenorio" (1992)[3]
- Premi JORGE FIESTAS de la Peña Periodística primera plana (1994).[3]
- Anfora de oro de la ciutat de Manises (1999).[3]
- Premi de la crítica en el Festival de Cannes a la pel·lícula “Flores de otro mundo” (1999)[3]
- Palmera de Honor de la Mostra de cinema de València (2000).[3]
- Premi important del "Diario de Llevante" (2000)[3]
- Calabuch de Honor en el Festival de cinema de ALABUCH DE HONOR en el FESTIVAL DE CINE DE Peníscola (2001)[3]
- Aguila d'or al festival de Cinema Espanyol d'Aguilar de Camp (2001)[3]
- Premi Tirante d'Honor del "Diario de Llevante" (2004)[3]
- Premi Tirante al millor actor per la pel·lícula “Omar Martínez” (2005)[3]
- Premi cartelera al millor actor del "Diario de Llevante" (2007)[3]
- Premi “Valenciano del Mundo” atorgat pel diari "El mundo" (2007)[3]
- Premi d'Honor "Ciutat d'Alacant" en la setmana de cinama d'Alacant (2007)[3]
- Premi el millor actor per "El Gran Regreso" atorgat per la Associación de amigos del teatro de Valladolid (2007)[3]
- Premi Guijuelo d'Or al millor actor (2007)[3]
- Fill adoptiu de la Ciutat de València (2007)[3]